# Bazilika sv. Štefana, Budimpešta
Bazilika svetega Štefana (madžarsko Szent István-bazilika) je rimskokatoliška bazilika v Budimpešti na Madžarskem. Imenuje se po Štefanu, prvem madžarskem kralju (okoli 975–1038), čigar desnica je shranjena v relikviariju.
Od preimenovanja prvostolnice je sostolnica rimskokatoliške nadškofije Esztergom-Budimpešta. Danes je to tretja največja cerkvena stavba na današnjem Madžarskem. To je največja cerkev v Budimpešti in pomembna zgodovinska znamenitost v tamponskem območju Unescove svetovne dediščine.

## Zgodovina
Na tem mestu je bilo gledališče Hetz, znano po gostovanju živalskih bojev. János Zitterbarth iz novoustanovljenega okraja je tam zgradil začasno cerkev. V poznih 1810-ih je približno tisoč ljudi ustanovilo župnijo Lipótváros in začelo zbirati sredstva ter delati načrte za bodočo cerkev. Med uničujočo poplavo leta 1838 je tukajšnja višina nudila varno zatočišče prebivalcem, ki so v zahvalo kasneje darovali za gradnjo cerkve.
Sprva naj bi bila stavba poimenovana po svetem Leopoldu, zavetniku Avstrije, kasneje pa so jo spremenili v čast svetega Štefana I. Ogrskega, prvega madžarskega kralja (okoli 975–1038), čigar mumificirana desnica je shranjena v relikviariju. Leta 1931 ji je papež Pij XI. podelil naziv manjše bazilike; in je služila kot glavno prizorišče 34. mednarodnega evharističnega kongresa maja 1938.
Čeprav je cerkev med drugo svetovno vojno utrpela resno škodo, je klet nudila zatočišče številnim beguncem in dragoceni zbirki Madžarskega državnega arhiva.

## Arhitektura
Cerkev je v neoklasicističnem slogu zasnoval József Hild. Leta 1858 se je kupola porušila, kar je zahtevalo popolno rušitev dokončanih del in obnovitev iz temeljev. Po Hildovi smrti leta 1867 je projekt prešel na Miklósa Ybla, ki je Hildov začetni načrt spremenil v bolj neorenesančnem slogu. Gradnja se je začela leta 1851 in je trajala štiriinpetdeset let. Delo je leta 1905 dokončal József Kauser. Sklepni kamen je bil postavljen v navzočnosti cesarja Franca Jožefa I.
Tako kot stavba madžarskega parlamenta je s 96 metri ena od dveh najvišjih stavb v Budimpešti – ta enačba simbolizira, da imata svetovno in duhovno razmišljanje enak pomen. Predpisi so za dolgo obdobje prepovedali gradnjo katere koli stavbe, višje od 96 metrov v Budimpešti. Široka je 55 metrov in dolga 87,4 metra.
Timpanon nad glavnim vhodom ima mozaik iz leta 1893, ki ga je oblikoval Mór Than, Naš Gospod na prestolu z angeli, Salviatija iz Benetk. Na glavnem pročelju pod timpanonom je napis Kristusovih besed: »Ego Sum Via, Veritas et Vita« (Jaz sem pot, resnica in življenje).

## Notranjost
Bazilika ima tloris grškega križa.
V preddverju glavnega vhoda je relief svetega Štefana, delo Károlyja Senyeija in mozaike Bertalana Székelyja. Kupola nad svetiščem prikazuje podobo Gospoda Boga, tambur pa prikazuje Kristusa ter preroke in evangeliste (izdelal Károly Lotz). Obok svetišča prikazuje alegorije svete maše na mozaikih Gyule Benczúrja in poudarja pomembna obdobja življenja sv. Štefana v nizu bronastih reliefov Edeja Mayerja. Oltarno podobo z baldahinom, ki jo je oblikoval József Kauser, krasi kip sv. Štefana, delo Alajosa Stróbla.
Tudi prižnica je delo Józsefa Kauserja. Poslikave na steklo je izdelal Miksa Róth, orgle cerkve pa so izdelek tovarne Pécs in Józsefa Angsterja, priznane v dobi. Izvedel je poslikavo in zlasti pozlato notranje opreme.
Druge umetnine v notranjosti bazilike (gradbeniki v oklepaju):
| Kipi - Ladislav I. Ogrski (János Fadrusz) - sveta Elizabeta Ogrska (Károly Senyey) - Gerard iz Csanáda (Alajos Strobl) - Sveta Marija (Pál Pátzay) - Marjeta Ogrska (Béla Ohmann) - Sveti Emerik (Farkas Sándor Boldogfai) - Anton Padovanski (József Dankó) - Sveti Jožef (Pál Pátzay) - Frančišek Asiški (Alajos Strobl) - Aloysius Gonzaga (Alajos Strobl) - Jezus Kristus (József Dankó) - Thérèse of Lisieux (Béni Ferenczy) - Rita iz Cascie (Ernő Jálics) | Oltarne slike - Sveti Štefan ponuja krono Mariji, Gyula Benczúr - Kristus na Kalvariji, Gyula Stetka - Sveta Cecilija, Róbert Nádler - Svet Imre, György Vastagh - Adalbert Praški, Ignác Roskovic - József Szent, Árpád Feszty |

## Bazilika danes
bazilika sv. Štefana je najpomembnejša cerkvena stavba na Madžarskem, ena najpomembnejših turističnih znamenitosti in tretja najvišja cerkev na Madžarskem. Do kupole je mogoče dostopati z dvigalom ali po 364 stopnicah za panoramski pogled.
V adventnem času na trgu pred baziliko poteka božični sejem, v tem času pa pročelje ob večerih krasijo posebne svetlobne slike.
Del filma Inferno iz leta 2016 je bil posnet na Trgu svetega Štefana pred baziliko.

### Koncerti v baziliki
Bazilika svetega Štefana ima aktivno vlogo v glasbeni skupnosti od svoje posvetitve leta 1905. V baziliki vsak ponedeljek potekajo orgelski koncerti. Glavni organisti cerkve so bili vedno zelo cenjeni glasbeniki.
V preteklem stoletju je bila bazilika dom zborovske glasbe, klasične glasbe in sodobnih glasbenih predstav. Zbor Basilica pogosto nastopa v različnih delih Evrope in doma. V poletnih mesecih nastopajo vsako nedeljo. V teh mesecih si lahko ogleda nastope številnih uglednih madžarskih in tujih orglarjev.
Eden najbolj znanih madžarskih orglarjev je Miklós Teleki; je poleg Andrása Virágha med nekaterimi najboljšimi orglarji na Madžarskem. Koncerti vključujejo arije, ki jih poje Kolos Kováts, eden najbolj znanih koncertnih in oratorijskih pevcev na Madžarskem; med številnimi nagradami je leta 1992 prejel tudi najvišjo nagrado, ki jo lahko dobijo madžarski umetniki: Kossuthovo nagrado. Flavto igra Eleonóra Krusic, ki je že znana po svojih nastopih z različnimi orkestri, od Barcelone do Züricha, Gradca in Dunaja. Ti koncerti potekajo ob četrtkih zvečer in trajajo nekaj več kot eno uro. Na voljo so tudi drugi nastopi, kot so 15-minutni 'mini koncerti' ob petkih, ki jih izvaja András Virágh.

## Galerija
- Pogled z jugovzhoda
- Posnetek bazilike iz zraka
- Svetišče in oltar
- Okno s podobo sv. Marjete
- Okno s podobo sv. Elizabete
- Kip sv. Elizabete
- Krstilnik
- Notranjost kupole
- Kupola
- Pogled s kupole po stopnišču navzdol
- Svetišče z relikvijami sv. Štefana
- Pogled iz bazilike svetega Štefana